# Бухта «Малберрі»

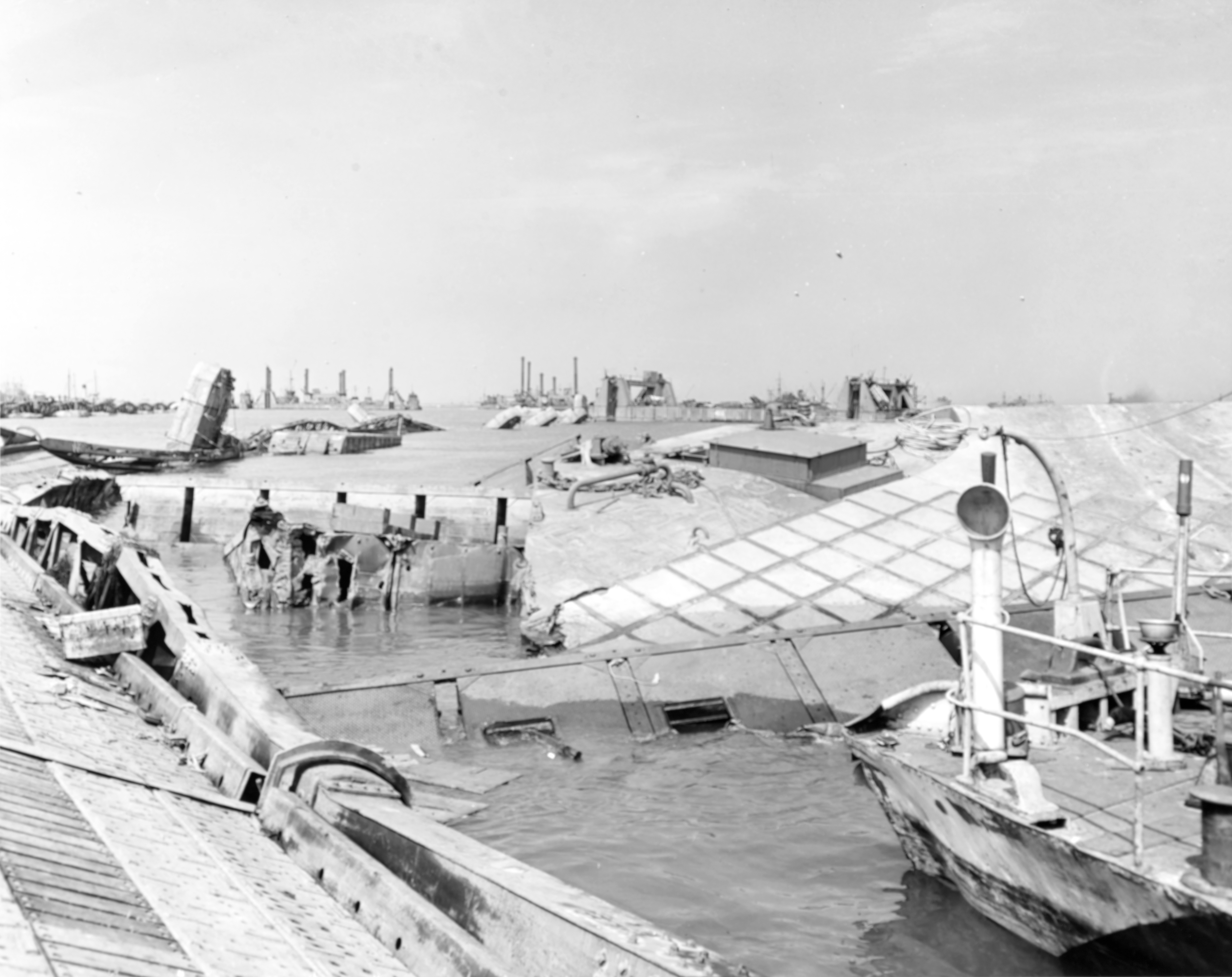
Бухта «Малберрі» після шторму. 23 червня 1944

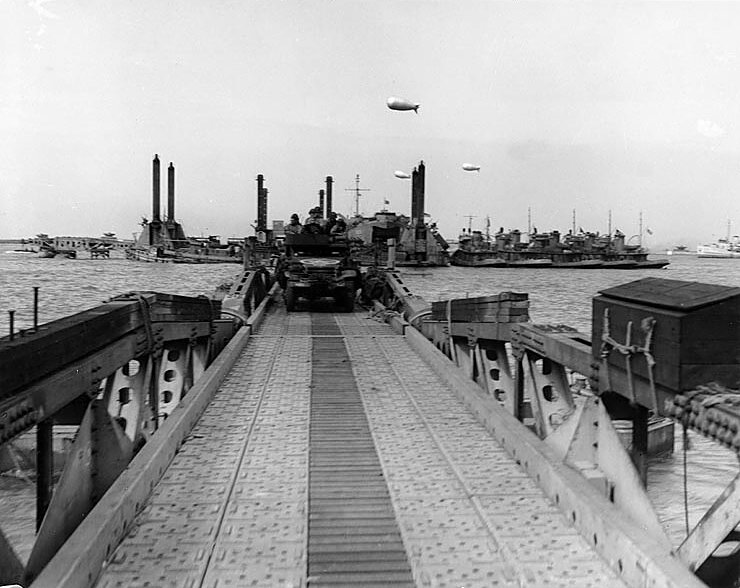
Рух військової техніки по портовим спорудам бухти «Малберрі А». Плацдарм «Омаха»

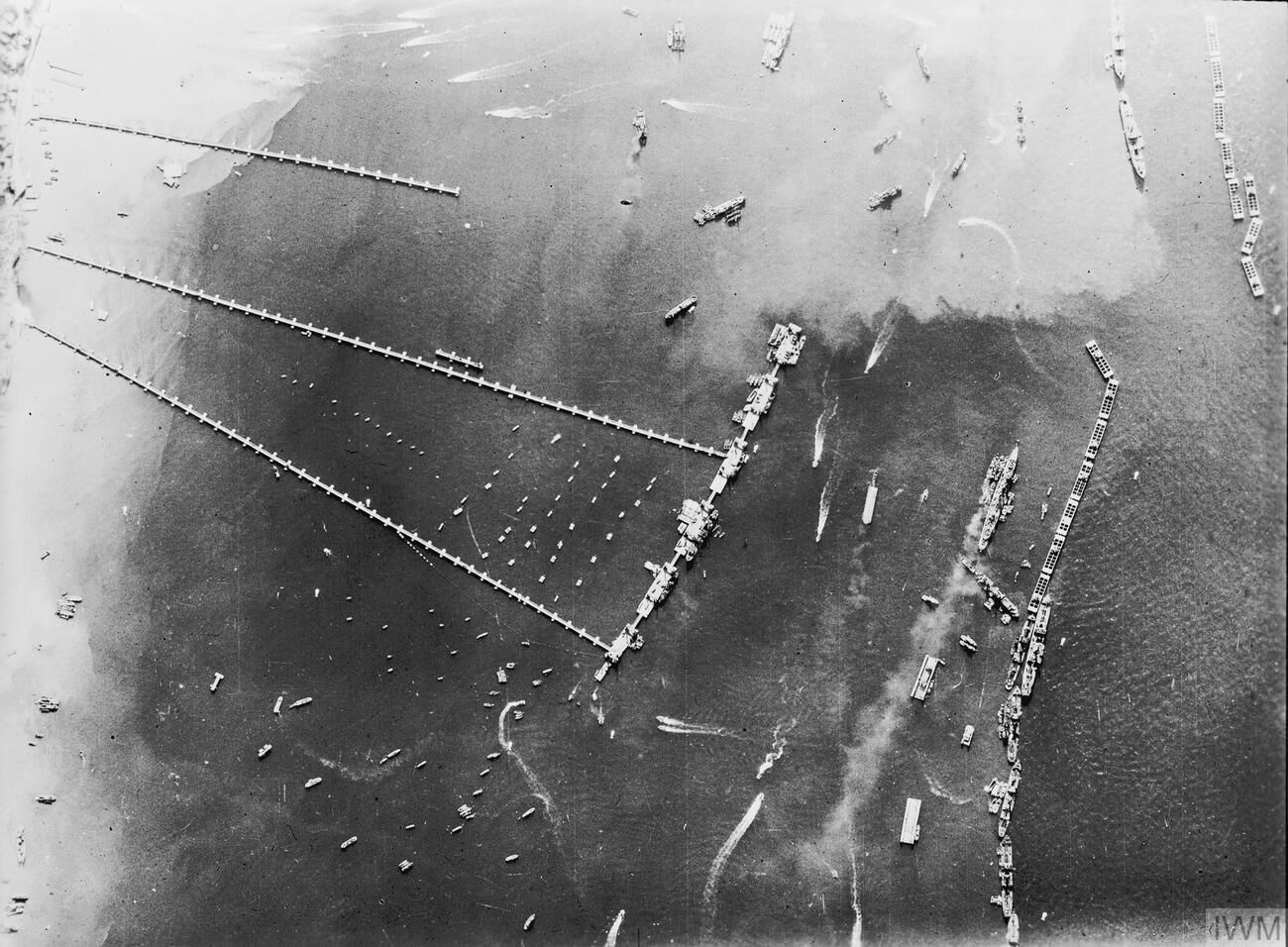
Бухта «Малберрі В». Вид з висоти пташиного польоту. Плацдарм «Голд»

Бухта «Малберрі» (англ. Mulberry harbour) — британська система берегових споруд, що утворювали тимчасовий морський порт на необладнаному узбережжі Нормандії для вивантаження військової техніки, особового складу та матеріальних запасів під час проведення операції «Оверлорд».
Два збірних морських порти «Малберрі А» та «Малберрі В» посекційно були транспортовані через Ла-Манш водночас із початком вторгнення та влаштовані на французькому узбережжі біля плацдарму «Омаха» поблизу містечка Сен-Лоран-сюр-Мер та плацдарму «Голд» поблизу Арроманш-ле-Бен відповідно.

## Галерея

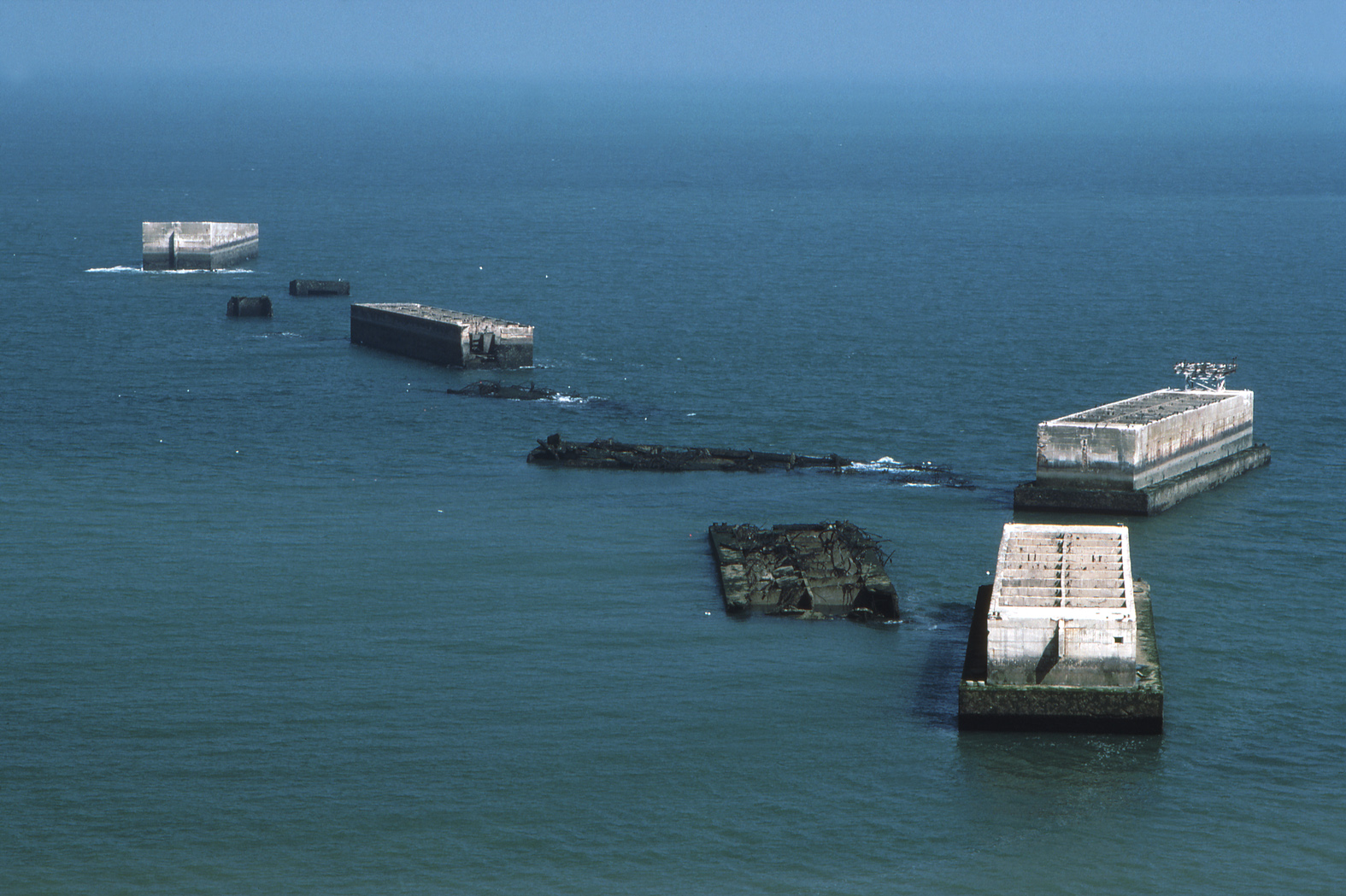
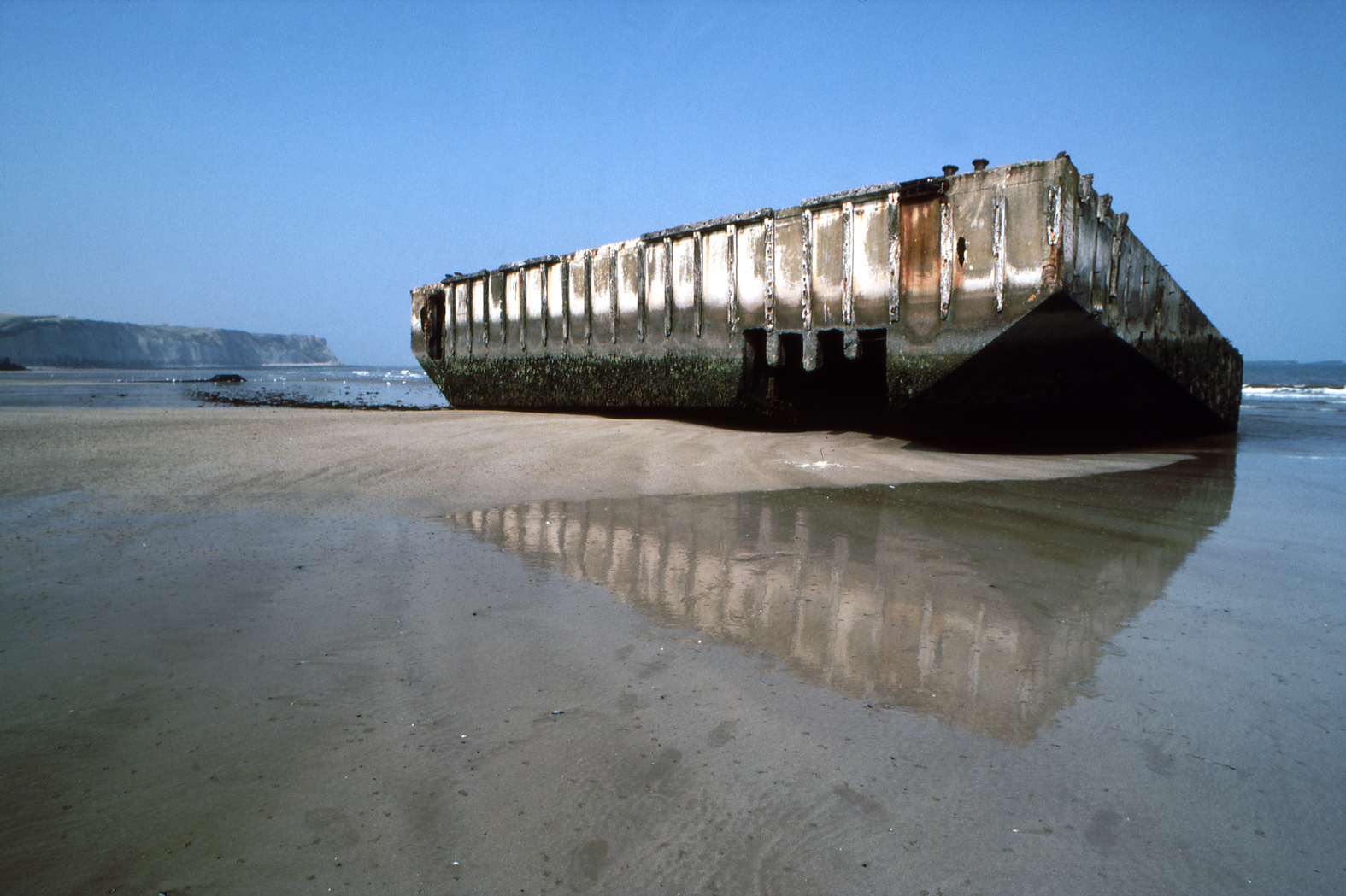
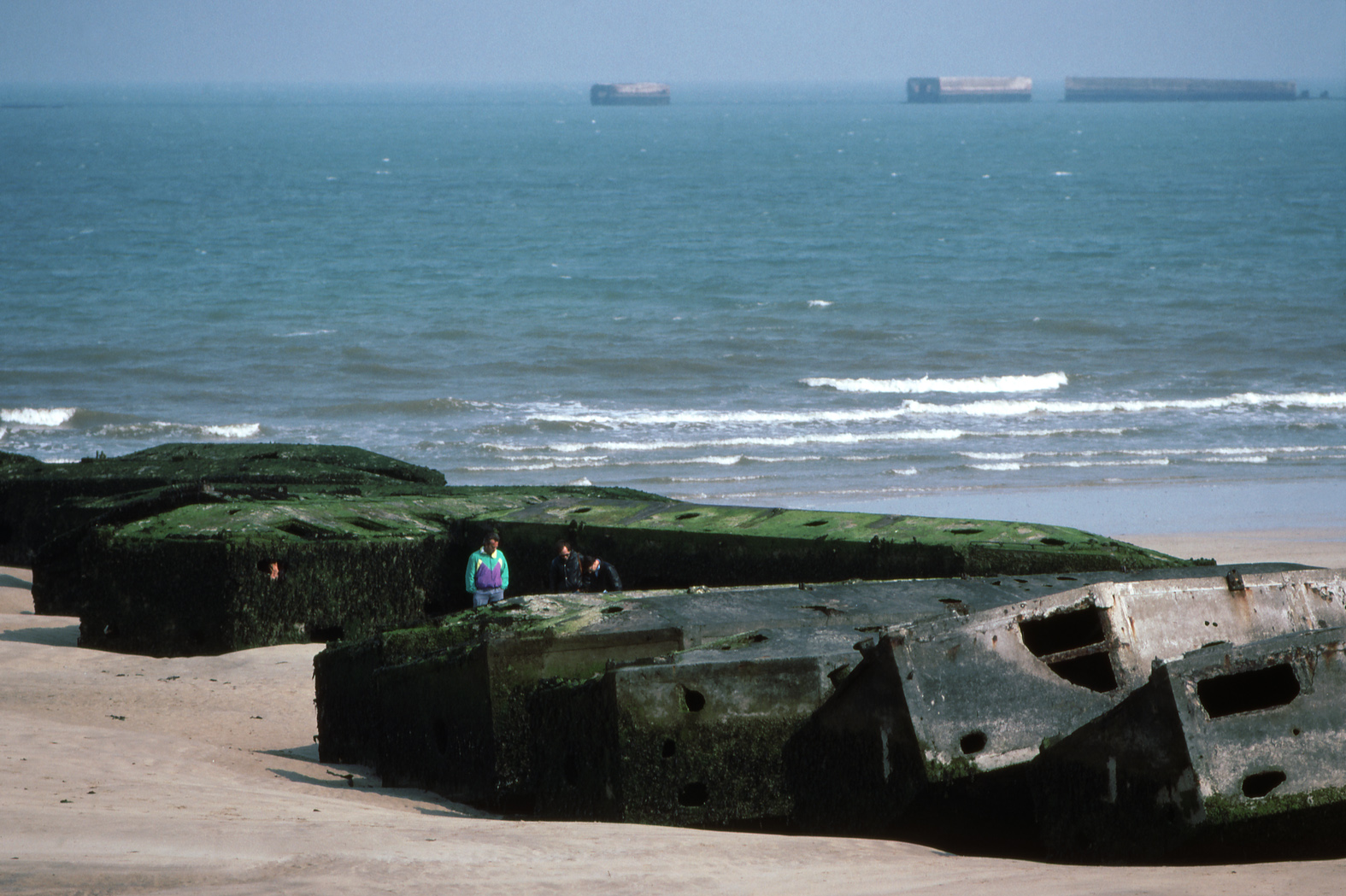
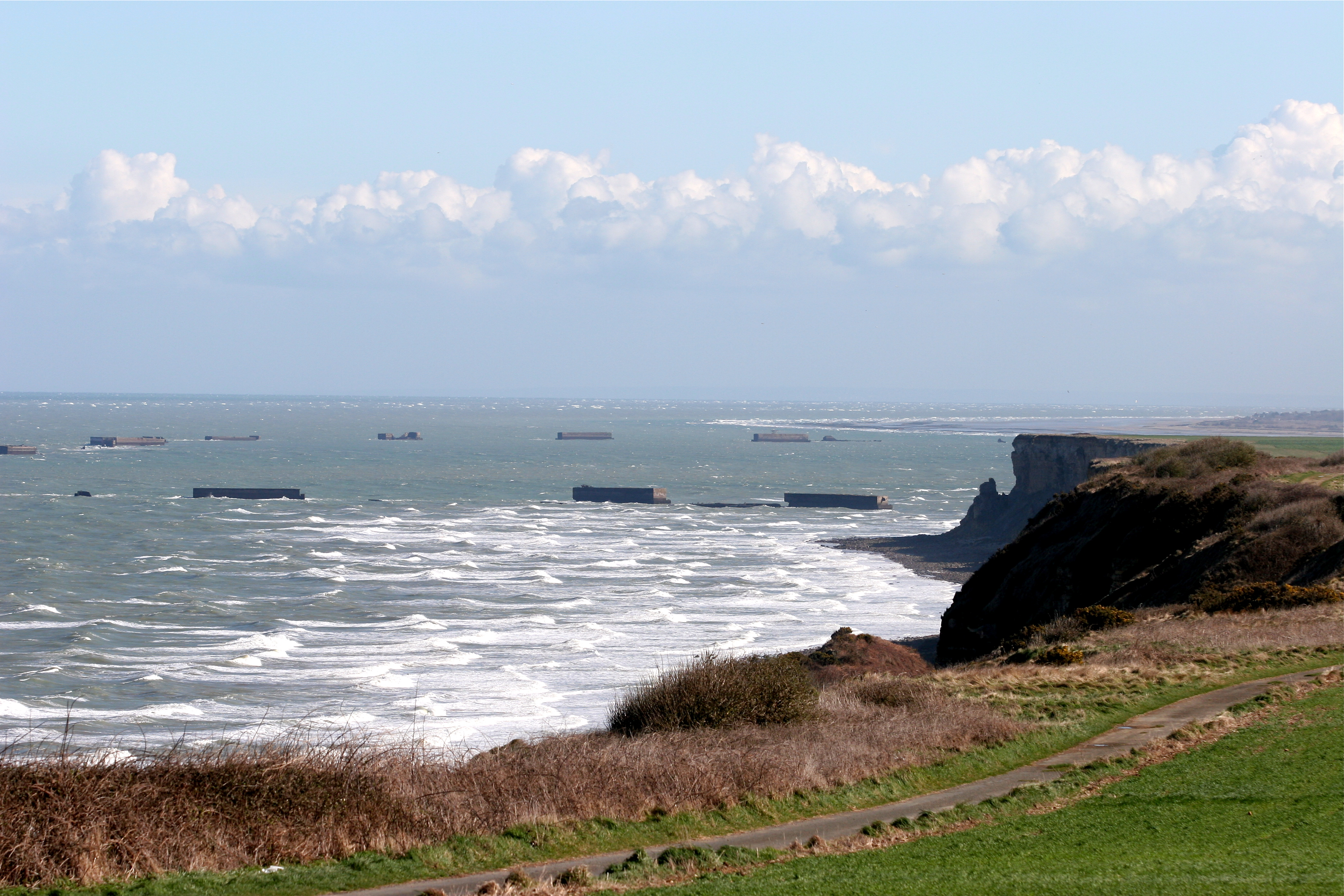
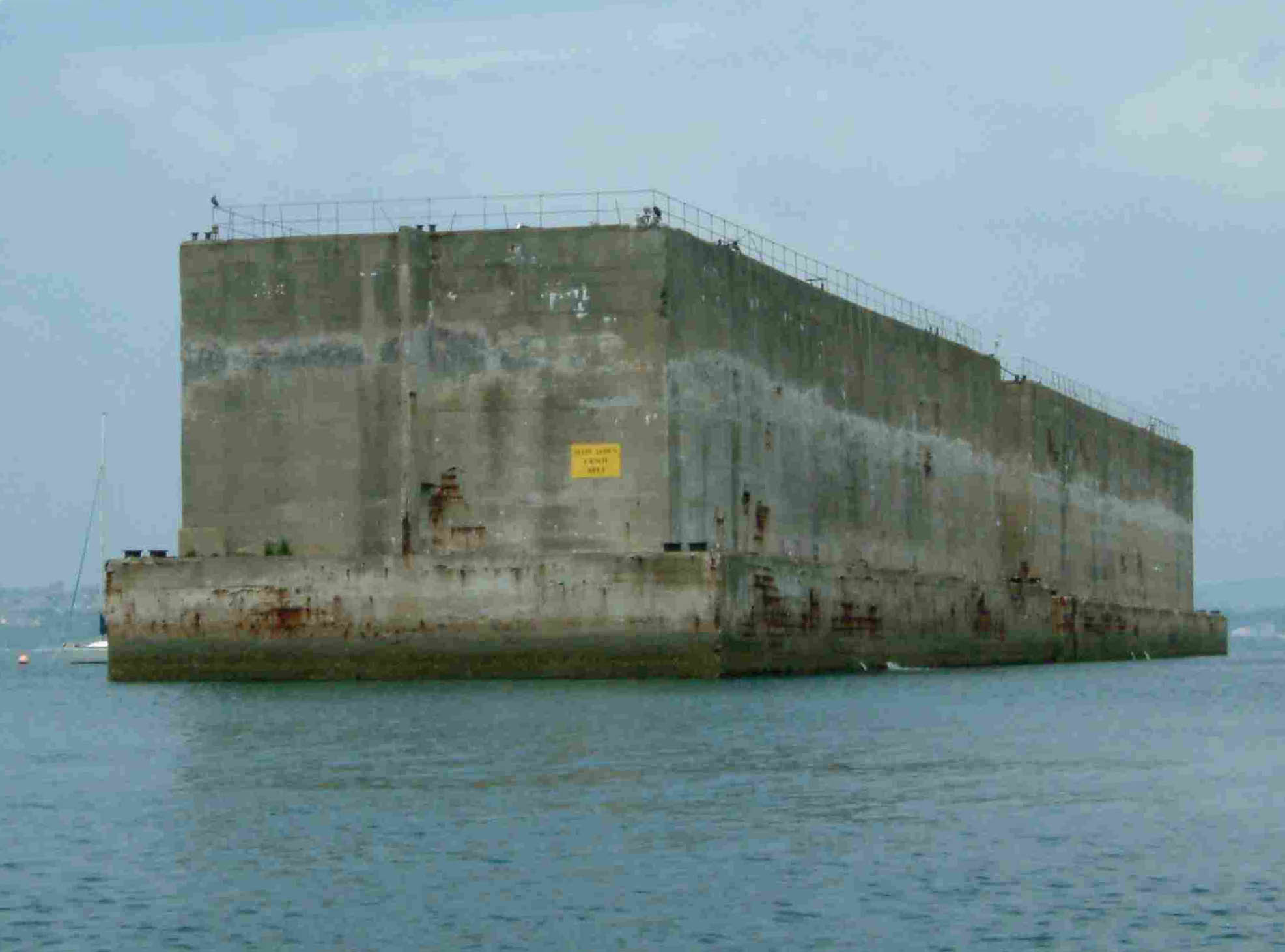

Бухта «Малберрі» (сучасний вигляд)